# Julius Wess
Julius Wess (5 de desembre de 1934 - 8 d'agost de 2007) fou un físic teòric austríac conegut per haver desenvolupat el model Wess–Zumino i el model Wess–Zumino–Witten en el camp de supersimetria. Va rebre la Medalla Max Planck, la Medalla Wigner, el Premi Gottfried Wilhelm Leibniz, el Premi Dannie Heineman, i de diversos doctorats honoraris.

## Biografia
Julius Wess va néixer a Oberwölz Stadt (Estíria, Austria). Va rebre el seu doctorat a Viena sota la direcció de Hans Thirring. El seu examinador doctoral fou Erwin Schrödinger. Després de treballar als Estats Units esdevingué professor a la Universitat de Karlsruhe, i més tard, professor a la Universitat de Múnic. Després de la seva jubilació va treballar al laboratori DESY d'Hamburg.

## Publicacions
- Wess, Julius i Bagger, Jonathan (desembre 1983). Supersymmetry I Supergravity. Princeton Sèrie en Físiques. ISBN  0-691-08326-6 / 0-691-08556-0
- Wess, Julius i Bagger, Jonathan (març 1992). Supersymmetry I Supergravity: Revised i Edició Expandida. Princeton Sèrie en Físiques. ISBN  0-691-02530-4